# Персей (мультфильм)
«Персей» — советский рисованный мультипликационный фильм по мотивам древнегреческих мифов режиссёра Александры Снежко-Блоцкой.

## Сюжет
Коварный царь острова Серифа Полидект отправляет юного героя Персея за головой Медузы Горгоны, взгляд которой обращает людей в камень. Сопровождает его бог торговли и прибыли (а также покровитель воров и атлетов) Гермес, который преследует свои личные интересы. Персей обращается за помощью к старым граям и затем, прибыв на остров, убивает Медузу.
Несмотря на уговоры Гермеса, герой использует голову горгоны для спасения Андромеды, дочери царя Эфиопии Кефея, от морского чудовища и в итоге улетает на небо вместе с ней благодаря волшебным сандалиям Гермеса.

## Создатели
| автор сценария             | Алексей Симуков |
| режиссёр                   | Александра Снежко-Блоцкая |
| художник-постановщик       | Александр Трусов |
| композитор                 | Виталий Гевиксман |
| оператор                   | Борис Котов |
| звукооператор              | Борис Фильчиков |
| ассистенты:                | Елена Новосельская, Алла Горева, Майя Попова |
| художники-мультипликаторы: | Николай Федоров, Рената Миренкова, Владимир Зарубин, Валентин Кушнерёв, Виктор Шевков, Виолетта Колесникова, Елена Вершинина, Леонид Каюков                                               |
| роли озвучивали:           | Всеволод Ларионов — Гермес Анна Каменкова — Андромеда Евгений Герасимов — Персей Зинаида Нарышкина — младшая из Грай Люсьена Овчинникова — средняя из Грай Софья Зайкова — Горгона Медуза |
| редактор                   | Аркадий Снесарев |
| монтажёр                   | Татьяна Сазонова |
| директор картины           | Любовь Бутырина |

## О режиссёре
Широко известен цикл фильмов Александры Снежко-Блоцкой по мифам древней Греции. В содружестве с художником Александром Трусовым они представили зрителям своё видение богов, античных героев, медуз, Минотавра и других до этого времени непривычных для зрителя персонажей. В этом жанре Снежко-Блоцкая тоже стала первооткрывателем и успела снять пять картин: «Возвращение с Олимпа» (1969), «Лабиринт» (1971), «Аргонавты» (1972), «Персей» (1973), «Прометей» (1974).— Сергей Капков